# Pebble-Creek-Formation
Die Pebble-Creek-Formation ist ein vulkanisches Objekt im Garibaldi-Vulkangürtel in der kanadischen Provinz British Columbia. Es wurde vor etwa 2.350 Jahren durch den Ausbruch des Mount-Meager-Massivs und zwei Felsstürze geschaffen.
Zwischen den beiden Felsstürzen und der Eruption vor 2.350 Jahren gibt es keinen Zusammenhang, obwohl die Felslawinen durch die von einer explosiven Eruption verursachten übersteilen Hänge begünstigt worden sein könnten.
Die Felsen der Pebble-Creek-Formation sind die jüngsten bekannten am Vulkankomplex Mount Meager; sie bestehen aus Dazit.
Zur Formation gehören ein Lavafluss, die Überbleibsel von Glutlawinen und Laharen sowie Bims-Ablagerungen.
Die Pebble Creek Hot Springs werden nach Einschränkungen des Zugangs zu den Meager Creek Hot Springs durch Erdrutsche immer beliebter.